# (36661) 2000 QB208
2000 QB208 (asteroide 36661) é um asteroide da cintura principal. Possui uma excentricidade de 0.10487450 e uma inclinação de 3.01404º.
Este asteroide foi descoberto no dia 31 de agosto de 2000 por LINEAR em Socorro.